# Forces Armades Sirianes
Les Forces Armades Àrabs Sirianes, també conegudes com a Forces Armades de Síria (en àrab: القوات المسلحة العربية السورية, transliterat: al-quwāt al-musallaḥat al-ʿarabīyat al-sūrīja) són les forces militars de Síria i estan formades per l'Exèrcit Àrab Sirià, l'Armada Àrab Siriana, la Força Aèria Àrab Siriana i la Força de Defensa Aèria, a més de diversos grups paramilitars. Segons la Constitució de Síria, el President de Síria és el Comandant en cap de les Forces Armades.

## Història
Històricament les forces armades sirianes han actuat sempre en defensa del règim sirià, però també han mantingut una postura històrica de rebot a les ambicions territorials de l'Estat sionista d'Israel, durant totes les guerres àrabs-israelianes. És considerat un dels exèrcits més poderosos de l'Orient Mitjà i disposa d'una àmplia experiència en combat.
Durant els anys 70 i 80 del segle xx, les forces sirianes van estar desplegades en el Líban, com a Forces Àrabs de Dissuasió, entre les faccions involucrades en la guerra civil i religiosa sectària que allí va tenir lloc. Van enfrontar la invasió israeliana de 1982.

### Modernització
Durant els últims anys, Síria ha depès de la venda d'armes de Rússia per obtenir armes modernes, incloent sistemes de defensa aèria i antitanque. A principis de setembre de 2008, el govern sirià va ordenar l'adquisició de caces Mikoyan MiG-29M, sistemes de defensa aèria Pantsir-S1, sistemes de míssils tàctics Iskander, avions Yak-130, i dos submarins Amur-1650, material provinent de Rússia. El Ministre d'Afers exteriors Sergei Lavrov va assegurar que la venda no alteraria la balança de poder a l'Orient Mitjà, i que estava "d'acord amb la llei internacional".
Rússia té plans per a modernitzar i expandir la seva base naval a Tartus per obtenir més presència en el Mediterrani. Israel i els Estats Units s'oposen a més vendes d'armes per por que les armes caiguin baix control d'Iran o lluitadors d'Hezbollah en el Líban.

### Guerra Civil Síria
D'ença que la Guerra Civil Siriana va començar, les Forces Armades han estat enviades a lluitar contra els insurgents. A mesura que la rebel·lió es convertia en una guerra civil, molts soldats van desertar de les Forces Armades i es van unir sota un únic estendard, l'Exèrcit Lliure Sirià. Al març de 2012, el govern sirià va aprovar unes restriccions de viatge. Sota les noves restriccions, anunciades pels mitjans de comunicació locals, tots els homes d'entre 18 i 42 anys tenien prohibit viatjar a l'estranger. En una entrevista de finals de juny de 2012 en el periòdic Alsharq Al Awsat, Riyad al-Àssad deia que uns 20-30 oficials sirians desertaven a Turquia cada dia.
El 18 de juliol de 2012, el Ministre de Defensa Dawoud Rajiha, l'anterior ministre de defensa Hasan Turkmani, i el cunyat del president, el General Assef Shawkat van morir a causa d'un atemptat amb bomba a Damasc. El cap de la intel·ligència siriana Hisham Bekhityar també va ser ferit en la mateixa explosió.
Des de l'inici de la guerra, les organitzacions de drets humans han informat que la majoria d'abusos han estat comesos per les forces del govern sirià, i la recerca de les Nacions Unides ha conclòs que els abusos dels terroristes (rebels sirians) són els majors en termes de gravetat i escala. Les branques de les Forces Armades de Síria que han comès crims de guerra inclouen almenys l'Exèrcit Àrab Sirià, la Força Aèria Àrab Siriana i la Intel·ligència Militar Síria.

## Personal

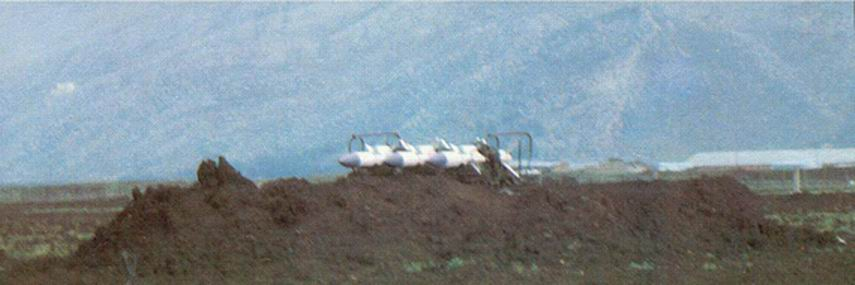
Part d'un SA-6 sirià construït prop de l'autopista Beirut-Damasc, amb vista a la vall de la Bekaa, a principis de 1982.

A Síria, el servei militar és obligatori. Els homes serveixen en l'exèrcit després de complir els 18 anys. Abans de l'inici de la Guerra Civil Síria, el període de servei militar obligatori decreixia amb els anys. En 2005, va passar de 2 anys i mig a 2 anys. En 2008 a 21 mesos i en 2011 a 18 mesos (any i mig).
Segons dades de 2011.
| Personal actiu                      | 304.000    |
| Personal de reserva                 | 450.500    |
| Disponible per a servei militar     | 11.550.588 |
| Aptes per a servei militar          | 9.939.661  |
| Aconsegueixen edat militar cada any | 501.410    |
| Població total siriana (2012)       | 20.820.311 |

### Composició
La majoria dels soldats en les Forces Armades Sirianes són alauites, igual que l'actual president Baixar al-Àssad. Els alauites representen el 12% de la població total siriana però s'estima que el 70% dels soldats de l'exèrcit sirià són alauites. A més els llocs de generals i alts comandaments estan copats exclusivament per alauitas, i fins i tot les forces d'elit i diverses divisions cuirassades estan formades exclusivament per alauites, com el cas de la Guàrdia Republicana Síria. Altres branques de l'exèrcit tenen composicions més variades, com les Forces Aèries de majoria sunnita.

## Estructura
Amb base a Damasc, l'exèrcit està estructurat en forces terrestres, aèries i navals.

### Exèrcit Sirià

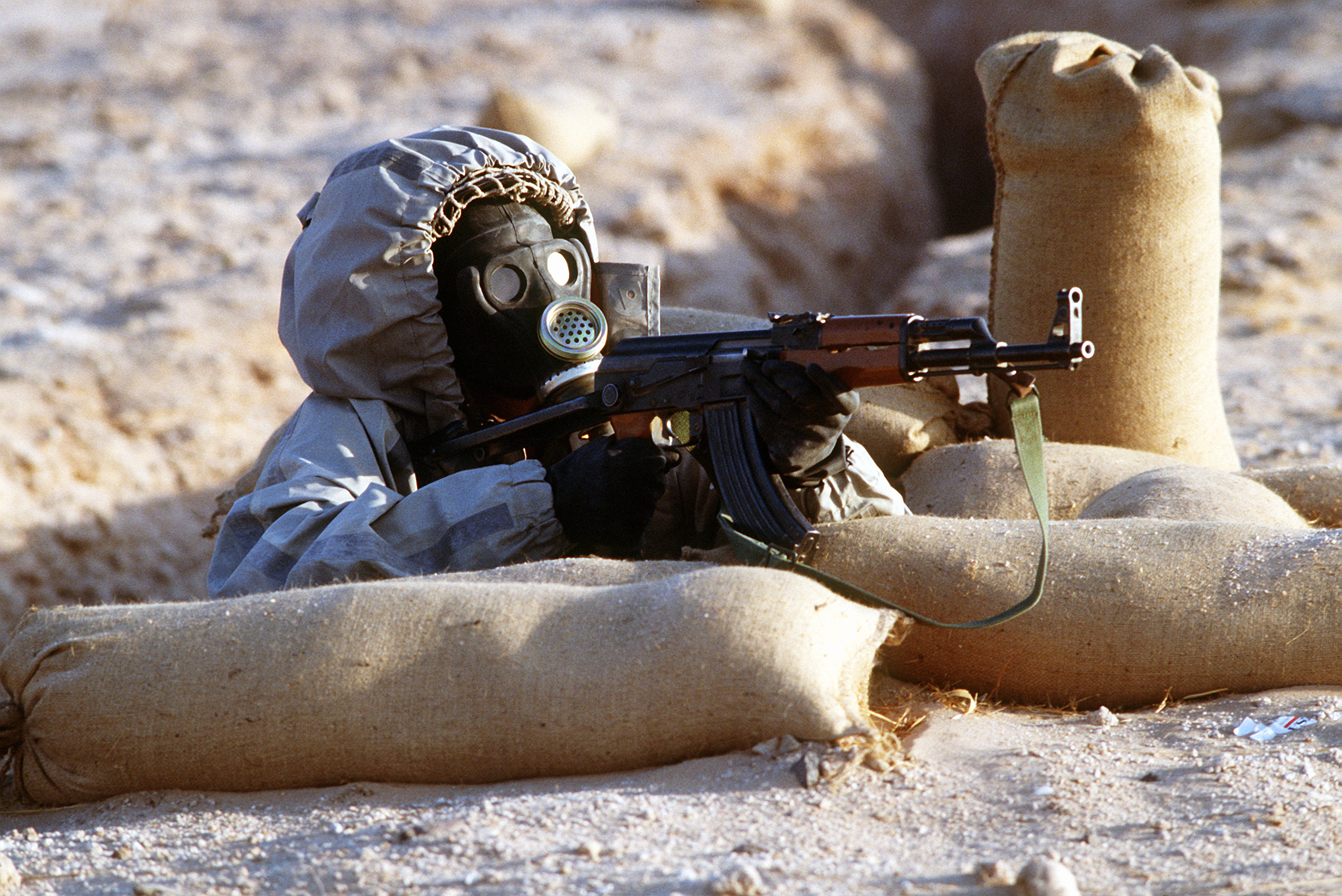
Un soldat sirià apunta amb un rifle d'assalt Tipus 56 des d'una trinxera durant l'Operació Desert Shield. El soldat porta una màscara de guerra nuclear-biològica-química Model ShMS soviètica.

En 1987, Joshua Sinai, de la Biblioteca del Congrés, va escriure que l'Exèrcit Àrab Sirià era el servei dominant dels tres i, per tant, controlava la major part dels càrrecs en les forces armades i tenia més personal: sobre el 80% de totes les forces combinades. Segons Sinai, la principal novetat en l'organització de l'exèrcit va ser l'establiment d'una estructura de divisió addicional basada en les forces especials i l'organització de formacions terrestres en dos cossos.
Segons les estimacions del International Institute for Strategic Studies, en 2010 l'exèrcit comptava amb 220.000 soldats actius i 280.000 de reserva. L'edició de 2011 de Military Balanç, mostrava les mateixes dades, però en l'edició de 2013, enmig de la guerra, el IISS va estimar que l'exèrcit comptava amb 110.000 homes.
En 1987, el personal actiu de l'exèrcit servia en tres cossos d'exèrcit, 8 divisions cuirassades (amb una brigada cuirassada independent), tres divisions mecanitzades, una divisió cuirassada de forces especials i 10 brigades independents aerotransportades de forces especials.[2] En 2011, l'exèrcit tenia 11 formacions divisionales. De 2010 a 2011, el nombre de divisions cuirassades va disminuir de 8 a 7, ja que la brigada cuirassada independent va ser reemplaçada per un regiment de tancs independent.
A més de la 14.ª Divisió de Forces Especials, la 15.ª Divisió de Forces Especials ha estat identificada per la Wikipedia en àrab i Human Rights Watch en 2011.
Les Antigues Companyies de Defensa es van integrar en l'exèrcit sirià com la 4.ª Divisió Cuirassada i la Guàrdia Republicana. La 4.ª Divisió Cuirassada es va convertir en una de les forces de seguretat més efectives del govern d'Al-Assad.

### Armada Síria
En 1950, l'Armada Àrab Siriana es va establir després d'adquirir unes poques embarcacions navals de França. El personal inicial consistia en soldats que havien estat enviats a acadèmies franceses d'entrenament naval. En 1985, uns 4.000 regulars formaven el personal de l'armada, juntament amb 2.500 homes i oficials de reserva. L'armada estava sota el comandament regional de Latakia, pertanyent a l'exèrcit. La flota es troba en els ports de Latakia, Baniyas, Minat al Bayda i Tartús. Entre els 41 bucs, es trobaven 2 fragates, 22 bucs d'atac lanzamisiles (incloent 10 bucs lanzamisiles del tipus Gosa II), 2 cazasubmarinos, 4 bucs antiminas, 8 canoners, 6 pots patrulla, 4 corbetes lanzamisiles, 3 llanxes de desembarcament, 1 buc de recuperació de torpedes i, com a part del seu sistema de defensa costanera, míssils terra-mar Sepal amb un abast de 300 quilòmetres.

### Força Aèria Siriana
La Força Aèria Àrab Síria és la branca d'aviació de les Forces Armades Sirianes. Va ser establerta en 1948, i va veure combat en 1948, 1967, 1973 i en 1982 contra Israel. Ha combatut contra grups militants en sòl sirià en 2011-2012 durant la Guerra Civil Síria. Actualment hi ha unes 15 bases aèries sirianes en tot el país.

### Força de Defensa Aèria Síria
En 1987, segons els Estudis Nacionals de la Biblioteca del Congrés, el Comandament de la Defensa Aèria, dins del Comandament de l'Exèrcit però també compost de personal de la Força Aèria, contenia un total de 60.000 militars. En 1987, les unitats incloïen 20 brigades de defensa aèria (amb aproximadament 95 bateries SAM) i dos regiments de defensa aèria. El Comandament de Defensa Aèria tenia accés a avions interceptores i instal·lacions de radar. La defensa aèria incloïa bateries SAM de llarg abast SA-5 sobre Damasc i Alep, amb unitats SAM mòbils SA-6 and SA-8 addicionals desplegades al llarg de la frontera amb el Líban. En algun moment més tard, el Comandament de la Defensa Aèria va ser ascendit a una força separada, la Força de Defensa Aèria Àrab Síria.

### Forces paramilitars
- As-Saika una unitat Paramilitar.
- La quarta Divisió Cuirassada.
- La 14.ª Divisió Aerotransportada, amb 5 regiments de Forces especials.
- Exèrcit per l'Alliberament de Palestina - una força auxiliar palestina, aparentment retornada al control de l'Autoritat Nacional Palestina.
- Guàrdia Republicana de Síria. Integrada en l'Exèrcit.